# Hipólito Lázaro
Hipólito Lázaro (* 13. September 1887 in Barcelona; † 14. Mai 1974 ebenda) war ein spanischer Opernsänger (Tenor). 

## Leben
Lázaro hatte seine ersten musikalischen Erfahrungen als Mitglied einer Militärkapelle während seiner Armeedienstzeit. Ohne spezielle Gesangsausbildung debütierte er 1910 am Teatro Novedades in der Oper La favorita. Er studierte dann in Mailand bei Ernesto Colli und trat in England unter dem Namen Antonio Manuele auf. 1913 wählte ihn Pietro Mascagni für die Rolle des Ugo in der Uraufführung seiner Oper Parisina an der Mailänder Scala aus.
Mit Rigoletto debütierte Lázaro am Gran Teatre del Liceu und an der Metropolitan Opera. Häufig trat er in dieser Zeit mit María Barrientos und José Mardones auf. Am Teatro Colón trat er in Francesca da Rimini und in Tomás Bretóns Oper La Dolores auf. Er gastierte außerdem in Opernhäusern in Mexiko, Montevideo, Havanna, Paris und Wien und wirkte 1921 an der Aufführung von Mascagnis Piccolo Marat am Teatro Costanzi und Umberto Giordanos La cena delle beffe an der Mailänder Scala mit. Er sang Partien in Madama Butterfly, I puritani, Isabeau und Cavalleria rusticana und trat am Teatro Real in Madrid neben Ofelia Nieto in Aida auf.
Während des Spanischen Bürgerkrieges leitete Lázaro kurze Zeit das Teatro Liceu in Barcelona. 1940 gab er in New York sein Abschiedskonzert, trat aber 1944 am Teatro Liceu erneut auf. Mehrere Jahre lebte er in Havanna, wo er 1950 seine letzten Auftritte hatte. Nach der kubanischen Revolution kehrte er in seine Heimatstadt zurück. Von ihm sind eine Reihe von Schallplatten bei His Master’s Voice und Columbia Records erhalten.